# توم كارول
توماس جيمس كارول (بالإنجليزية: Thomas James Carroll)‏ (مواليد 28 مايو 1992) لاعب كرة قدم إنجليزي ، يلعب حاليًا لنادي توتنهام هوتسبير في مراكز خط الوسط المحوري والهجومي والدفاعي.

## روابط خارجية
- توم كارول على موقع قاعدة بيانات كرة القدم.إي يو (الإنجليزية)
- توم كارول على موقع Soccerbase.com (لاعب) (الإنجليزية)
- توم كارول على موقع Soccerway.com (الإنجليزية)
- توم كارول على موقع عالم كرة القدم.نت (الإنجليزية)
- توم كارول على موقع AS.com (الإسبانية)